# TouchTone
TouchTone est un jeu vidéo de puzzle développé et édité par Mikengreg, sorti en 2015 sur iOS.

## Système de jeu

Animation de gameplay

## Accueil
- Gamezebo : 5/5[1]
- Pocket Gamer : 8/10[2]
- TouchArcade : 4/5[3]